# 팀탐

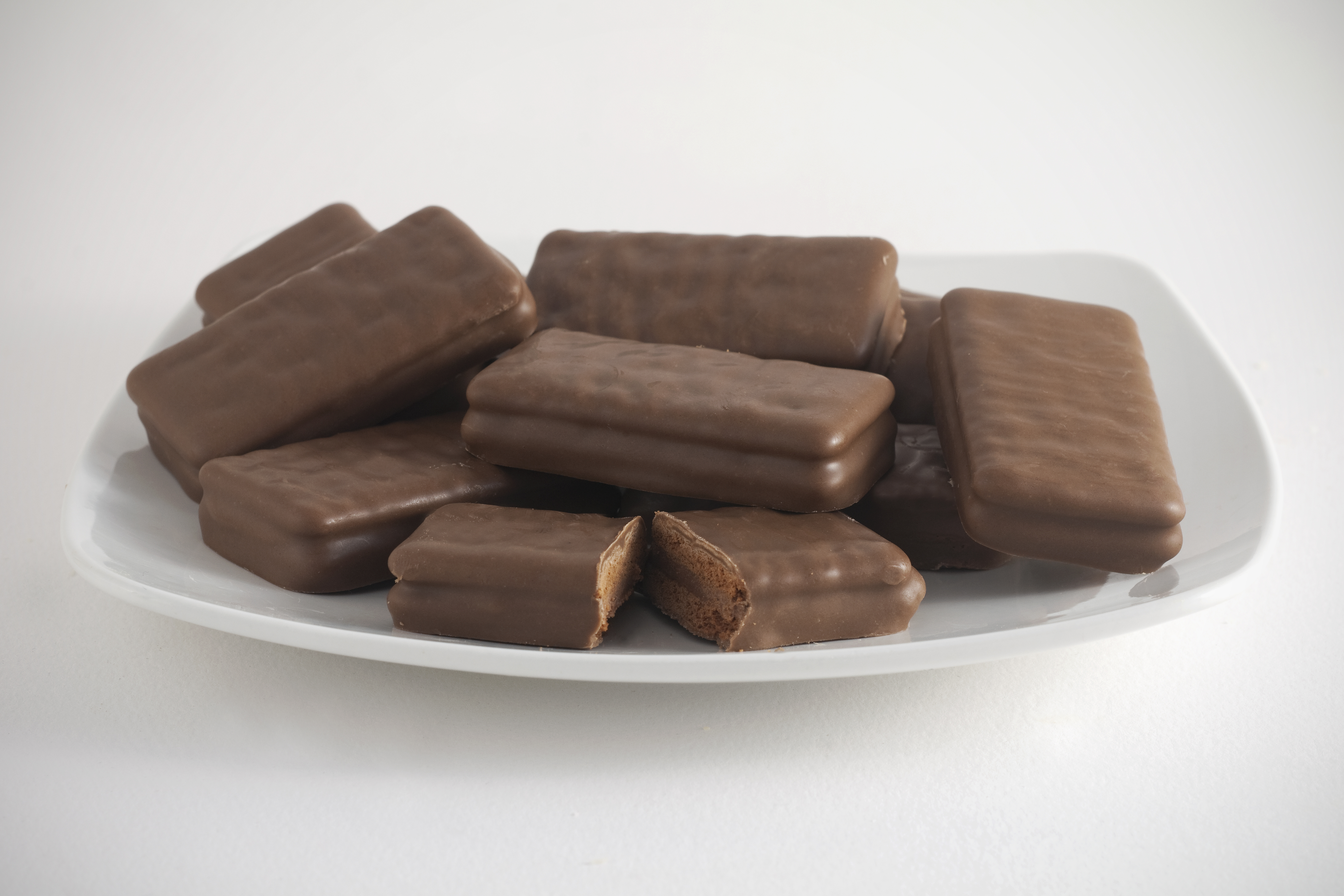

팀탐(Tim Tam)은 호주의 비스킷 회사인 아노츠(Arnott's)가 1964년에 소개한 초콜릿 비스킷 브랜드이다. 두 개의 맥아 비스킷이 가볍고 단단한 초콜릿 크림 필링으로 분리되어 있고 질감이 있는 얇은 초콜릿 층으로 코팅되어 있다.

## 역사
비스킷은 이안 노리스(Ian Norris)가 만들었다. 1958년에 그는 신제품에 대한 영감을 찾기 위해 세계 여행을 떠났다. 영국을 여행하는 동안 그는 펭귄 비스킷을 발견하고 "더 나은 것을 만들기"로 결심했다.
팀탐은 1964년에 시장에 출시되었다. 1958년 켄터키 더비(Kentucky Derby)에 참석한 로스 아노트(Ross Arnott)가 우승마의 이름인 팀탐(Tim Tam)이 계획된 새로운 비스킷 라인에 완벽하다고 결정하여 명명했다.
아노츠의 자매 회사인 페퍼리지 팜(Pepperidge Farm)은 2008년에 미국으로 팀탐을 수입하기 시작했다. 팀탐은 여전히 호주산("Made in Australia")이며 미국의 포장에는 "Australia's Favorite Cookie"라는 슬로건이 있다. ("cookie"는 미국의 비스킷에 상응하는 단어)

## 생산
1865년에 문을 연 최초의 아노츠 베이커리는 뉴사우스웨일즈의 뉴캐슬에 있었다. 현재까지 팀탐 및 기타 아노츠 제품의 제조는 시드니, 애들레이드 및 브리즈번의 베이커리를 포함하여 대부분 호주 내에서 이루어졌다. 2009년 아노츠는 브리즈번 시설의 최첨단 생산 라인에 3,700만 달러(A$)를 투자하여 생산성을 높이고 일자리를 늘릴 것으로 기대했다.
웨스턴 시드니에 있는 헌팅우드 베이커리의 생산 라인은 분당 약 3,000개의 팀탐을 생산하고 매일 20톤의 비스킷 크림 필링과 27톤의 초콜릿 코팅을 사용한다. 설탕, 밀가루, 색소 및 향료가 포함된 비스킷 반죽을 20분 동안 혼합한다. 그런 다음 비스킷을 1mm 두께로 자르고 비스킷당 11개의 구멍을 뚫은 다음 가스 오븐에서 90분 동안 굽는다. 비스킷을 뒤집어서 크림으로 채우고 초콜릿에 담그고 다시 식히기 전에 얼어붙는 공기가 비스킷을 식힌다.